# Guillermo Stirling
Guillermo Eduardo Stirling Soto (Río Negro, 4 de marzo de 1937) es un escribano público y político uruguayo. Ministro del Interior entre 1998 y 2004, bajo las presidencias de Julio María Sanguinetti y Jorge Batlle. Fue candidato presidencial por el Partido Colorado en la elección presidencial del 2004, obteniendo el tercer lugar con un 10,36% de los votos.

## Biografía
Vivió toda su infancia en Río Negro, hasta que en 1957 ingresó a la Facultad de Derecho y Ciencias Sociales de la Universidad de la República, en Montevideo. Entre 1955 y 1956 se enroló como marinero en el petrolero ANCAP IV. El 21 de noviembre de 1963 se recibió de escribano público.
En 1962 inició la carrera funcionaria en el Registro de Traslaciones de Dominio (dependiente del Ministerio de Educación y Cultura), en el inicio del escalafón, llegando a ser director general del organismo.
Fue profesor adjunto de Derecho Registral en la Facultad de Derecho de la Universidad de la República, entre 1966 y 1969.
Stirling está casado con Ana Martins y tiene tres hijos (Felipe, Diego y Ana Lucía).

## Carrera política
Con familia de tradición política (su abuelo, Manuel Stirling, fue senador y diputado por Paysandú), comenzó su militancia política en el Partido Colorado durante la campaña electoral de 1962, apoyando al sector de Zelmar Michelini. En 1970 adhirió a la Lista 15, siendo candidato a diputado en 1971, sin resultar elegido.
Durante la dictadura establecida en 1973 en Uruguay, Stirling permaneció en el país militando clandestinamente. Entre 1981 y 1984, fue vicepresidente y presidente de la Asociación de Escribanos del Uruguay.
En 1985, adscrito al Batllismo, se convierte en diputado por el departamento de Río Negro. En 1988 fue presidente de la Comisión de Asuntos Internacionales de la Cámara de Diputados. Fue reelecto en 1989, siendo Presidente de la Comisión de Asuntos Internacionales (1991), Primer Vicepresidente (1992), Vicepresidente de la Comisión de Asuntos Internacionales (1993) y Presidente de la Comisión de Defensa Nacional (1994).
En las elecciones de 1994, bajo el Foro Batllista, fue elegido diputado por tercera vez, representando a Montevideo. En este período fue Presidente de la Cámara de Representantes (1995) y Vicepresidente de la Comisión de Asuntos Internacionales (1996).
El 9 de octubre de 1998, durante la presidencia del Julio María Sanguinetti, fue designado Ministro del Interior, cargo que desempeñó hasta el 28 de febrero de 2000. El 1 de marzo de 2000, el presidente electo Jorge Batlle lo designa y ratifica en la misma cartera, que condujo hasta el 16 de marzo de 2004, siendo el ministro que más tiempo ha estado en ese cargo después del frenteamplista Eduardo Bonomi.
En esa fecha presentó renuncia para aceptar la precandidatura de unidad de los sectores Foro Batllista y Lista 15 del Partido Colorado para las elecciones internas de junio de 2004, resultando finalmente candidato presidencial.
En 2007 se integró al movimiento Vamos Uruguay, para separarse un año después abandonando la política.
En 2010 adhirió al movimiento Concertación Ciudadana, cuyo Comité Ejecutivo integra.

## Documental
- Stirling es una figura entrevistada en el documental de 2024 Jorge Batlle: entre el cielo y el infierno, dirigido por Federico Lemos.